# 주경애
주경애(朱敬愛, 1966년 ~ )는 대한민국 KBS대구방송총국 기자이다. 

## 학력
- 경일여자고등학교
- 경북대학교 사회학과 학사

## 경력
- 1990년 KBS대구방송총국 17기 기자 입사
- KBS안동방송국 방송팀장
- KBS대구방송총국 보도국 편집부장
- KBS대구방송총국 보도국 취재부장
- KBS대구방송총국 보도국장
- KBS포항방송국 국장  (2015~2017)
- KBS 전략기획실 지역정책실 실장